# Estauromeduses
Les estauromeduses (Stauromedusae) són un ordre cnidaris de la classe Staurozoa. Fins fa poc es consideraven un ordre dins de la classe Scyphozoa, però van ser reubicades dins els estaurozous sobre la base d'un estudi cladística.

## Característiques
La superfície aboral (l'oposat a la boca, veure simetria radial), corresponent a l'exumbrela d'altres meduses, es prolonga en una tija gràcies a la què es fixen als substrat, com ara algues i roques. La majoria tenen uns 5 cm de llarg, encara que hi ha algunes que assoleixen els 15 cm.

## Història natural
Viuen en entorns marins, normalment subjectats a algues o roques. Tenen un distribució marcadament antitropical; la majoria es troben a l'hemisferi nord, als oceans boreals o polars, prop de la costa i en aigües superficials. Poques estauromeduses es troben en aigües tropicals o subtropicals càlides de l'Atlàntic, Índic o Pacífic.

## Taxonomia
L'ordre Stauromedusae es divideix en dos subordres, que inclouen un total de 5 famílies, 14 gèneres i 50 espècies:
- Subordre Eleutherocarpida
  - Família Lucernariidae
  - Família Kishinouyeidae
  - Família Kyopodiidae
  - Família Lipkeidae

- Subordre Cleistocarpida
  - Família Depastridae